# Gran Premio del Canada 1973
Il Gran Premio del Canada 1973,  XIII Labatt's 50 Grand Prix of Canada e quattordicesima gara del campionato di Formula 1 del 1973, si è svolto il 23 settembre sul Circuito di Mosport Park ed è stato vinto da Peter Revson su McLaren-Ford Cosworth.
Fu il primo gran premio in cui venne utilizzata una safety car, una Porsche 914/6 condotta dal pilota locale Eppie Wietzes. Il suo impiego fu deciso in seguito a un incidente accaduto a causa di un diluvio abbattutosi sulla pista, ma invece di guidare il gruppo, la vettura si posizionò davanti al pilota sbagliato (Howden Ganley), generando confusione e in definitiva falsando il risultato della gara.

## Qualifiche
| Pos | No | Pilota               | Costruttore       | Squadra                        | Tempo    | Gap    |
| --- | -- | -------------------- | ----------------- | ------------------------------ | -------- | ------ |
| 1   | 2  | Ronnie Peterson      | Lotus-Ford        | John Player Team Lotus         | 1:13.697 |        |
| 2   | 8  | Peter Revson         | McLaren-Ford      | Yardley Team McLaren           | 1:14.737 | +1.040 |
| 3   | 0  | Jody Scheckter       | McLaren-Ford      | Yardley Team McLaren           | 1:14.758 | +1.061 |
| 4   | 10 | Carlos Reutemann     | Brabham-Ford      | Motor Racing Developments Ltd  | 1:14.813 | +1.116 |
| 5   | 1  | Emerson Fittipaldi   | Lotus-Ford        | John Player Team Lotus         | 1:15.035 | +1.338 |
| 6   | 6  | François Cevert      | Tyrrell-Ford      | Elf Team Tyrrell               | 1:15.118 | +1.421 |
| 7   | 7  | Denny Hulme          | McLaren-Ford      | Yardley Team McLaren           | 1:15.319 | +1.622 |
| 8   | 21 | Niki Lauda           | BRM               | Marlboro BRM                   | 1:15.400 | +1.703 |
| 9   | 5  | Jackie Stewart       | Tyrrell-Ford      | Elf Team Tyrrell               | 1:15.641 | +1.944 |
| 10  | 11 | Wilson Fittipaldi    | Brabham-Ford      | Motor Racing Developments Ltd  | 1:16.112 | +2.415 |
| 11  | 29 | Chris Amon           | Tyrrell-Ford      | Elf Team Tyrrell               | 1:16.228 | +2.531 |
| 12  | 23 | Mike Hailwood        | Surtees-Ford      | Brooke Bond Oxo Team Surtees   | 1:16.290 | +2.593 |
| 13  | 16 | George Follmer       | Shadow-Ford       | UOP Shadow Racing Team         | 1:16.358 | +2.661 |
| 14  | 17 | Jackie Oliver        | Shadow-Ford       | UOP Shadow Racing Team         | 1:16.436 | +2.739 |
| 15  | 27 | James Hunt           | March-Ford        | Hesketh Racing                 | 1:16.584 | +2.887 |
| 16  | 20 | Jean-Pierre Beltoise | BRM               | Marlboro BRM                   | 1:16.623 | +2.926 |
| 17  | 12 | Graham Hill          | Shadow-Ford       | Embassy Hill                   | 1:16.740 | +3.043 |
| 18  | 9  | Rolf Stommelen       | Brabham-Ford      | Ceramica Pagnossin Team MRD    | 1:16.846 | +3.149 |
| 19  | 24 | Carlos Pace          | Surtees-Ford      | Brooke Bond Oxo Team Surtees   | 1:17.028 | +3.331 |
| 20  | 4  | Arturo Merzario      | Ferrari           | Scuderia Ferrari SpA SEFAC     | 1:17.350 | +3.653 |
| 21  | 15 | Mike Beuttler        | March-Ford        | Clarke-Mordaunt-Guthrie Racing | 1:17.383 | +3.686 |
| 22  | 25 | Howden Ganley        | Iso Marlboro-Ford | Frank Williams Racing Cars     | 1:17.579 | +3.882 |
| 23  | 18 | Jean-Pierre Jarier   | March-Ford        | STP March Racing Team          | 1:17.721 | +4.024 |
| 24  | 26 | Tim Schenken         | Iso Marlboro-Ford | Frank Williams Racing Cars     | 1:18.402 | +4.705 |
| 25  | 19 | Peter Gethin         | BRM               | Marlboro BRM                   | 1:18.498 | +4.801 |
| 26  | 28 | Rikky von Opel       | Ensign-Ford       | Team Ensign                    | 1:18.682 | +4.985 |

## Gara
| Pos | No | Pilota               | Costruttore       | Giri | Tempo/Ritiro     | Pos. Griglia | Punti |
| --- | -- | -------------------- | ----------------- | ---- | ---------------- | ------------ | ----- |
| 1   | 8  | Peter Revson         | McLaren-Ford      | 80   | 1:59:04.083      | 2            | 9     |
| 2   | 1  | Emerson Fittipaldi   | Lotus-Ford        | 80   | + 32.734         | 5            | 6     |
| 3   | 17 | Jackie Oliver        | Shadow-Ford       | 80   | + 34.505         | 14           | 4     |
| 4   | 20 | Jean-Pierre Beltoise | BRM               | 80   | + 36.514         | 16           | 3     |
| 5   | 5  | Jackie Stewart       | Tyrrell-Ford      | 79   | + 1 Giro         | 9            | 2     |
| 6   | 25 | Howden Ganley        | Iso Marlboro-Ford | 79   | + 1 Giro         | 22           | 1     |
| 7   | 27 | James Hunt           | March-Ford        | 78   | + 2 Giri         | 15           |       |
| 8   | 10 | Carlos Reutemann     | Brabham-Ford      | 78   | + 2 Giri         | 4            |       |
| 9   | 23 | Mike Hailwood        | Surtees-Ford      | 78   | + 2 Giri         | 12           |       |
| 10  | 29 | Chris Amon           | Tyrrell-Ford      | 77   | + 3 Giri         | 11           |       |
| 11  | 11 | Wilson Fittipaldi    | Brabham-Ford      | 77   | + 3 Giri         | 10           |       |
| 12  | 9  | Rolf Stommelen       | Brabham-Ford      | 76   | + 4 Giri         | 18           |       |
| 13  | 7  | Denny Hulme          | McLaren-Ford      | 75   | + 5 Giri         | 7            |       |
| 14  | 26 | Tim Schenken         | Iso Marlboro-Ford | 75   | + 5 Giri         | 24           |       |
| 15  | 4  | Arturo Merzario      | Ferrari           | 75   | + 5 Giri         | 20           |       |
| 16  | 12 | Graham Hill          | Shadow-Ford       | 73   | + 7 Giri         | 17           |       |
| 17  | 16 | George Follmer       | Shadow-Ford       | 73   | + 7 Giri         | 13           |       |
| 18  | 24 | Carlos Pace          | Surtees-Ford      | 72   | + 8 Giri         | 19           |       |
| NC  | 18 | Jean-Pierre Jarier   | March-Ford        | 71   | Non Classificato | 23           |       |
| NC  | 28 | Rikky von Opel       | Ensign-Ford       | 68   | Non Classificato | 26           |       |
| Ret | 21 | Niki Lauda           | BRM               | 62   | Trasmissione     | 8            |       |
| Ret | 0  | Jody Scheckter       | McLaren-Ford      | 32   | Incidente        | 3            |       |
| Ret | 6  | François Cevert      | Tyrrell-Ford      | 32   | Incidente        | 6            |       |
| Ret | 15 | Mike Beuttler        | March-Ford        | 20   | Motore           | 21           |       |
| Ret | 2  | Ronnie Peterson      | Lotus-Ford        | 16   | Sospensione      | 1            |       |
| Ret | 19 | Peter Gethin         | BRM               | 5    | Pompa dell'olio  | 25           |       |

## Statistiche
Piloti
- 2ª e ultima vittoria per Peter Revson
- 2º e ultimo podio per Jackie Oliver
- 8º e ultimo podio per Peter Revson
- 20° podio per Emerson Fittipaldi
- Ultimo Gran Premio per Jackie Stewart e François Cevert

Costruttori
- 8° vittoria per la McLaren
- 50º Gran Premio per la March

Motori
- 65ª vittoria per il motore Ford Cosworth
- 60º giro più veloce per il motore Ford Cosworth

Giri al comando
- Ronnie Peterson (1-2)
- Niki Lauda (3-19)
- Emerson Fittipaldi (20-32)
- Jackie Stewart (33)
- Jean-Pierre Beltoise (34-39)
- Jackie Oliver (40-47)
- Peter Revson (48-80)

## Classifiche

### Piloti
| Pos. | Pilota               | Punti |
| ---- | -------------------- | ----- |
| 1    | Jackie Stewart       | 71    |
| 2    | Emerson Fittipaldi   | 54    |
| 3    | François Cevert      | 47    |
| 4    | Ronnie Peterson      | 43    |
| 5    | Peter Revson         | 36    |
| 6    | Denny Hulme          | 23    |
| 7    | Carlos Reutemann     | 12    |
| 8    | Jacky Ickx           | 12    |
| 9    | Jean-Pierre Beltoise | 9     |
| 10   | James Hunt           | 8     |
| 11   | José Carlos Pace     | 7     |
| 12   | Arturo Merzario      | 6     |
| 13   | George Follmer       | 5     |
| 14   | Jackie Oliver        | 4     |
| 15   | Andrea de Adamich    | 3     |
| 16   | Wilson Fittipaldi    | 3     |
| 17   | Niki Lauda           | 2     |
| 18   | Clay Regazzoni       | 2     |
| 19   | Chris Amon           | 1     |
| 20   | Gijs van Lennep      | 1     |
| 21   | Howden Ganley        | 1     |

### Costruttori
| Pos. | Team              | Punti |
| ---- | ----------------- | ----- |
| 1    | Lotus-Ford        | 83    |
| 2    | Tyrrell-Ford      | 82    |
| 3    | McLaren-Ford      | 55    |
| 4    | Brabham-Ford      | 18    |
| 5    | Ferrari           | 12    |
| 6    | BRM               | 12    |
| 7    | Shadow-Ford       | 9     |
| 8    | March-Ford        | 8     |
| 9    | Surtees-Ford      | 7     |
| 10   | Iso Marlboro-Ford | 2     |
| 11   | Tecno             | 1     |